# Montserrat (nome)
Montserrat  è un nome proprio di persona spagnolo e catalano femminile.

## Varianti
- Femminili: Monserrat[2]
  - Ipocoristici: Montse[1][2]

### Varianti in altre lingue
- Italiano: Monserrata[3]
  - Maschili: Monserrato[3]
- Sardo: Musserràta

## Origine e diffusione

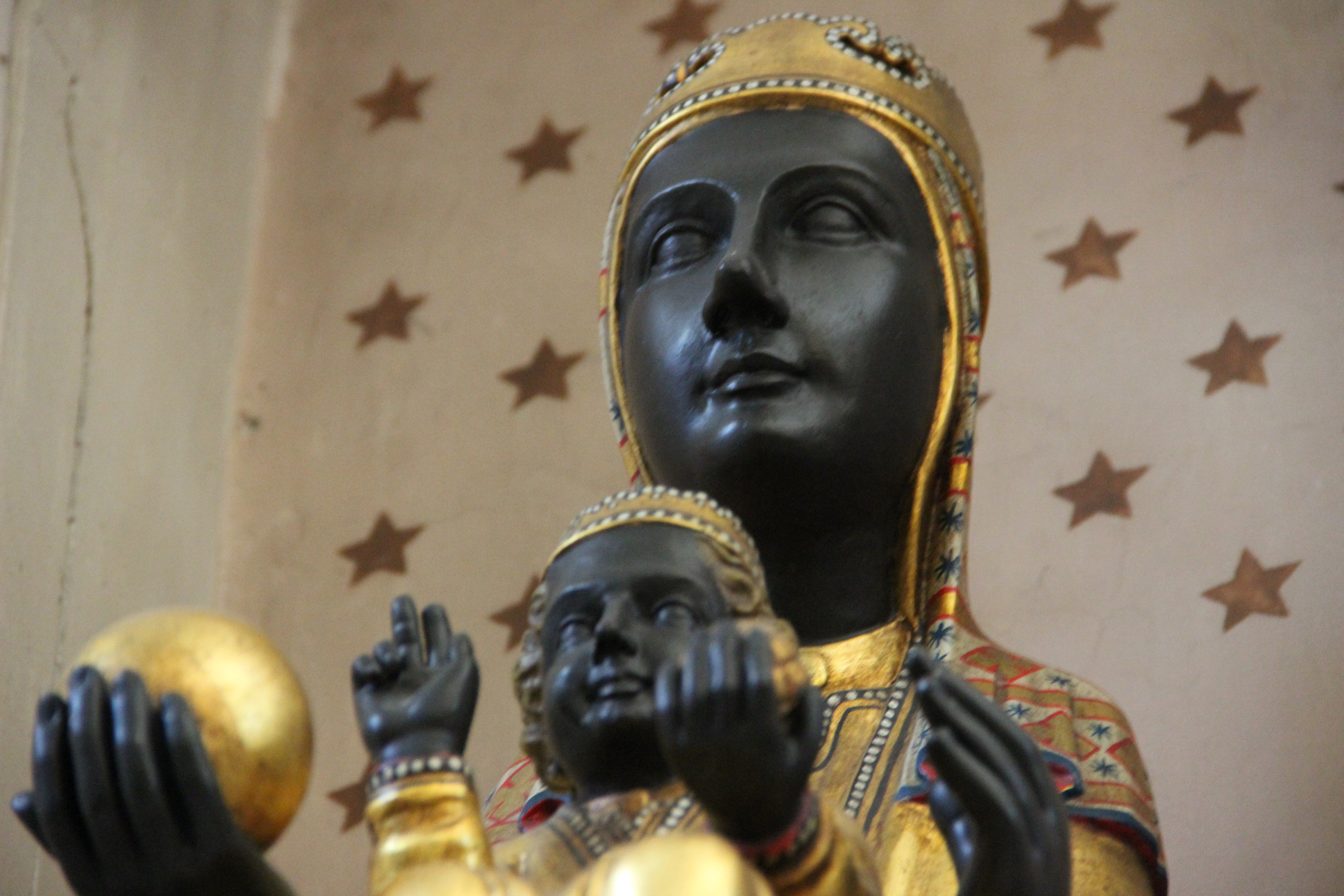
Una statua della Vergine di Montserrat a Halles-sous-les-Côtes

È un nome di matrice religiosa, ispirato alla devozione verso la "Vergine di Montserrat", un titolo con cui la Madonna è venerata come patrona della Catalogna. Questo culto ha il suo centro nel monastero di Montserrat, che prende il nome dall'omonimo monte della cordigliera prelitorale, il cui toponimo deriva dal latino mons serratus, "monte frastagliato", "monte a forma di sega" oppure "monte chiuso", "monte a forma di serra"; è quindi analogo per significato ed etimologia al nome Sierra.
È diffuso, nelle forme "Monserrato" e "Monserrata", anche in alcune zone della Sardegna, in particolare nell'Algherese e a Oliena, dove si trova il santuario di Nostra Signora di Monserrato.

## Onomastico
L'onomastico ricorre il 27 aprile, festa della Vergine di Montserrat.

## Persone

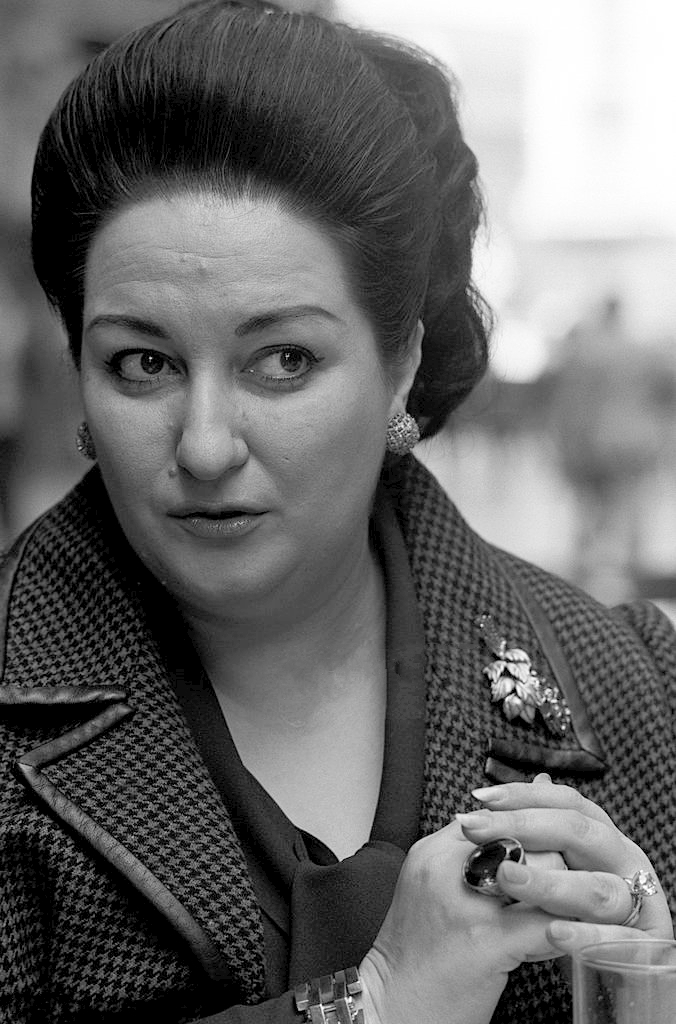
Montserrat Caballé

- Montserrat Caballé, soprano spagnolo
- Montserrat Figueras, soprano spagnolo
- Montserrat González, tennista paraguaiana
- Montserrat Roig i Fransitorra, scrittrice e giornalista spagnola in lingua catalana

### Variante maschile Monserrato
- Monserrato Tolo, nobile italiano

## Il nome nelle arti
- Montse Martinez Estivill è un personaggio del romanzo di Teresa Solana Delitto imperfetto.